# Olympische Sommerspiele 1988/Kanu – Vierer-Kajak 1000 m (Männer)
Die Wettkämpfe im Vierer-Kajak über 1000 Meter bei den Olympischen Sommerspielen 1988 in der südkoreanischen Hauptstadt Seoul wurden vom 27. September bis 1. Oktober 1988 auf der Misari Regattastrecke ausgetragen.
Den Titel holten wie bereits bei den Weltmeisterschaften im Vorjahr die Ungarn.

## Ergebnisse

### Vorläufe
Die jeweils ersten drei Boote qualifizierten sich direkt für das Halbfinale, die restlichen Boote für die Hoffnungsläufe.

#### Vorlauf 1
| Rang | Athleten                                                              | Nation         | Zeit        |
| ---- | --------------------------------------------------------------------- | -------------- | ----------- |
| 1    | Zsolt Gyulay Ferenc Csipes Sándor Hódosi Attila Ábrahám               | Ungarn         | 2:58,54 min |
| 2    | Gilbert Schneider Reiner Scholl Dirk Jöstel Thomas Reineck            | BR Deutschland | 3:01,07 min |
| 3    | Knut Holmann Morten Ivarsen Arne Sletsjøe Arne Johan Almeland         | Norwegen       | 3:01,54 min |
| 4    | Beniamino Bonomi Daniele Scarpa Alessandro Pieri Francesco Mandragona | Italien        | 3:04,38 min |
| 5    | Didier Vavasseur Christophe Petibout Pierre Lubac Daniel Legras       | Frankreich     | 3:16,54 min |
| 6    | Seo Gyeong-seok Yun Yeong-dae Lee Yong-chul Kim Dong-soo              | Südkorea       | 3:23,32 min |

#### Vorlauf 2
| Rang | Athleten                                                                 | Nation             | Zeit        |
| ---- | ------------------------------------------------------------------------ | ------------------ | ----------- |
| 1    | Maciej Freimut Wojciech Kurpiewski Grzegorz Krawców Kazimierz Krzyżański | Polen              | 3:06,52 min |
| 2    | Michael Harbold Terry White Curt Bader Terry Kent                        | Vereinigte Staaten | 3:07,70 min |
| 3    | Bryan Thomas Steve Wood Grant Kenny Paul Gilmour                         | Australien         | 3:10,32 min |
| 4    | Reuben Burgess Robin Ayres Jan Raciborski Adrian Collier                 | Großbritannien     | 3:16,71 min |
| 5    | Gustavo Cirillo José Luis Marello Fernando Chaparro Norberto Méndez      | Argentinien        | 3:23,33 min |
| 6    | Don Brien Colin Shaw Kenneth Padvaiskas Renn Crichlow                    | Kanada             | 3:31,62 min |

#### Vorlauf 3
| Rang | Athleten                                                            | Nation      | Zeit        |
| ---- | ------------------------------------------------------------------- | ----------- | ----------- |
| 1    | Kay Bluhm André Wohllebe Andreas Stähle Hans-Jörg Bliesener         | DDR         | 3:02,72 min |
| 2    | Oleksandr Motusenko Serhij Kirsanow Ihor Nahajew Wiktor Denissow    | Sowjetunion | 3:03,30 min |
| 3    | Per-Inge Bengtsson Lars-Erik Moberg Karl Sundqvist Bengt Andersson  | Schweden    | 3:04,98 min |
| 4    | Juan Manuel Sánchez Fernando Fuentes Javier Álvarez Juan José Román | Spanien     | 3:06,96 min |
| 5    | Grant Bramwell Brent Clode John MacDonald Stephen Richards          | Neuseeland  | 3:10,27 min |
| 6    | Nikolaj Jordanow Petar Godew Borislaw Zwetkow Iwan Marinow          | Bulgarien   | 3:15,00 min |

### Hoffnungsläufe
Die ersten drei Boote der Hoffnungsläufe erreichten das Halbfinale.

#### Hoffnungslauf 1
| Rang | Athleten                                                              | Nation      | Zeit        |
| ---- | --------------------------------------------------------------------- | ----------- | ----------- |
| 1    | Beniamino Bonomi Daniele Scarpa Alessandro Pieri Francesco Mandragona | Italien     | 3:06,90 min |
| 2    | Nikolaj Jordanow Petar Godew Borislaw Zwetkow Iwan Marinow            | Bulgarien   | 3:09,30 min |
| 3    | Grant Bramwell Brent Clode John MacDonald Stephen Richards            | Neuseeland  | 3:11,27 min |
| 4    | Gustavo Cirillo José Luis Marello Fernando Chaparro Norberto Méndez   | Argentinien | 3:24,16 min |
| 5    | Seo Gyeong-seok Yun Yeong-dae Lee Yong-chul Kim Dong-soo              | Südkorea    | 3:26,79 min |

#### Hoffnungslauf 2
| Rang | Athleten                                                            | Nation         | Zeit        |
| ---- | ------------------------------------------------------------------- | -------------- | ----------- |
| 1    | Didier Vavasseur Christophe Petibout Pierre Lubac Daniel Legras     | Frankreich     | 3:16,68 min |
| 2    | Juan Manuel Sánchez Fernando Fuentes Javier Álvarez Juan José Román | Spanien        | 3:16,79 min |
| 3    | Don Brien Colin Shaw Kenneth Padvaiskas Renn Crichlow               | Kanada         | 3:16,80 min |
| 4    | Reuben Burgess Robin Ayres Jan Raciborski Adrian Collier            | Großbritannien | 3:17,54 min |

### Halbfinalläufe
Die ersten drei Boote der Halbfinals erreichten das Finale.

#### Halbfinale 1
| Rang | Athleten                                                              | Nation             | Zeit        |
| ---- | --------------------------------------------------------------------- | ------------------ | ----------- |
| 1    | Zsolt Gyulay Ferenc Csipes Sándor Hódosi Attila Ábrahám               | Ungarn             | 3:07,16 min |
| 2    | Per-Inge Bengtsson Lars-Erik Moberg Karl Sundqvist Bengt Andersson    | Schweden           | 3:10,11 min |
| 3    | Beniamino Bonomi Daniele Scarpa Alessandro Pieri Francesco Mandragona | Italien            | 3:12,44 min |
| 4    | Don Brien Colin Shaw Kenneth Padvaiskas Renn Crichlow                 | Kanada             | 3:15,03 min |
| 5    | Michael Harbold Terry White Curt Bader Terry Kent                     | Vereinigte Staaten | 3:15,60 min |

#### Halbfinale 2
| Rang | Athleten                                                                 | Nation      | Zeit        |
| ---- | ------------------------------------------------------------------------ | ----------- | ----------- |
| 1    | Oleksandr Motusenko Serhij Kirsanow Ihor Nahajew Wiktor Denissow         | Sowjetunion | 3:09,07 min |
| 2    | Maciej Freimut Wojciech Kurpiewski Grzegorz Krawców Kazimierz Krzyżański | Polen       | 3:10,87 min |
| 3    | Didier Vavasseur Christophe Petibout Pierre Lubac Daniel Legras          | Frankreich  | 3:11,11 min |
| 4    | Grant Bramwell Brent Clode John MacDonald Stephen Richards               | Neuseeland  | 3:15,90 min |
| —    | Knut Holmann Morten Ivarsen Arne Sletsjøe Arne Johan Almeland            | Norwegen    | DNF         |

#### Halbfinale 3
| Rang | Athleten                                                            | Nation         | Zeit        |
| ---- | ------------------------------------------------------------------- | -------------- | ----------- |
| 1    | Kay Bluhm André Wohllebe Andreas Stähle Hans-Jörg Bliesener         | DDR            | 3:06,80 min |
| 2    | Bryan Thomas Steve Wood Grant Kenny Paul Gilmour                    | Australien     | 3:08,52 min |
| 3    | Gilbert Schneider Reiner Scholl Dirk Jöstel Thomas Reineck          | BR Deutschland | 3:09,67 min |
| 4    | Nikolaj Jordanow Petar Godew Borislaw Zwetkow Iwan Marinow          | Bulgarien      | 3:11,56 min |
| 5    | Juan Manuel Sánchez Fernando Fuentes Javier Álvarez Juan José Román | Spanien        | 3:13,88 min |

### Finale
| Rang | Athleten                                                                 | Nation         | Zeit        |
| ---- | ------------------------------------------------------------------------ | -------------- | ----------- |
| 1    | Zsolt Gyulay Ferenc Csipes Sándor Hódosi Attila Ábrahám                  | Ungarn         | 3:00,20 min |
| 2    | Oleksandr Motusenko Serhij Kirsanow Ihor Nahajew Wiktor Denissow         | Sowjetunion    | 3:01,40 min |
| 3    | Kay Bluhm André Wohllebe Andreas Stähle Hans-Jörg Bliesener              | DDR            | 3:02,37 min |
| 4    | Bryan Thomas Steve Wood Grant Kenny Paul Gilmour                         | Australien     | 3:03,70 min |
| 5    | Maciej Freimut Wojciech Kurpiewski Grzegorz Krawców Kazimierz Krzyżański | Polen          | 3:04,73 min |
| 6    | Gilbert Schneider Reiner Scholl Dirk Jöstel Thomas Reineck               | BR Deutschland | 3:05,43 min |
| 7    | Beniamino Bonomi Daniele Scarpa Alessandro Pieri Francesco Mandragona    | Italien        | 3:05,97 min |
| 8    | Per-Inge Bengtsson Lars-Erik Moberg Karl Sundqvist Bengt Andersson       | Schweden       | 3:06,03 min |
| 9    | Didier Vavasseur Christophe Petibout Pierre Lubac Daniel Legras          | Frankreich     | 3:08,71 min |